# Václav Kaprál
Václav Kaprál (Určice, prop de Prostějova, 26 de març de 1889 - Brno, 6 d'abril de 1947) va ser un pianista i compositor txec.

## Biografia
Kaprál va estudiar composició amb Leoš Janáček del 1907 al 1910 i amb Vítězslav Novák del 1919 al 1920 i va estudiar piano amb Marie Kuhlova, Adolf Mikeš, Klara Schäferova i finalment Alfred Cortot a París. El 1911 va fundar una escola de música privada a Praga. Entre 1919 i 1928 també va treballar com a mestre de cor i crític musical per a diverses revistes. També va aparèixer a la dècada de 1920 com a duo de piano amb Ludvík Kundera. A partir de 1927 va ensenyar a la Universitat Masaryk de Brno, el 1935 va esdevenir professor del conservatori i membre de l'Acadèmia Txeca de Ciències i Arts. El 1942 va ser arrestat per la Gestapo i va estar al camp de Swatoborschitz fins al 1945. Des de 1946 va ensenyar a l'Acadèmia de Música de Brno. La seva filla Vítězslava Kaprálová també es va fer coneguda com a compositora.
Kaprál va compondre sonates, sonatines i altres peces per a piano, dos quartets de corda i un quartet de piano, una missa, obres corals, cançons i arranjaments de cançons populars.

## Obres seleccionades
Piano

- Quatre sonates (1912, 1921, 1924, 1939)
- Nocturn (1915) [arxiu]
- Yrois sonatines
- Suita romantica (1918)
- Miniatures (1922)
- Lyrica (1927)
- Fantasia (1934)
- Cançó d'un orfe

Música de cambra

- Dos quartets de corda
- Balada per a violoncel (1946).
- Composicions vocals
- Pro ni (Pour elle, 1927) per a veu i quartet per a piano i cordes
- Píseň podzimu (Cançó de tardor, 1929) per a veu i quartet de corda
- Uspávanky (Cançons de bressol, 1932) per a veu i orquestra de cambra
- Milodějné kvítí (Flors d'amor, 1942) en memòria de la seva filla Vítězslava que va morir el 1940
- Svatobořické lidové písně (Folksongs de Svatobořice, 1944)
- Hradišťská idyla (1944)
- Česká mše (Missa txeca, 1943).

Música vocal

- Nocturneta. Quatre cançons per a veu mitjana i piano (1911)
- Sadila fialenku v poli. Cor d'homes (1911)
- Dva prosté motivy. Dues cançons pera veu i piano (1910–1913)
- Dedikace. Veu i piano (1917)
- Modlitba. Cor d'homes (1917)
- Ticho. Veu i piano (1918–1919)
- Sen zimního večera. Veu i piano (1918–1919)
- Ukolébavka. Cor de dones (1920)
- Pro ni. Quatre cançons per a veu, piano i tres violins (1927)
- Písen jarní. Cor d'homes (1931)
- Zdravice. Cor mixte (1932)
- Pouť sv. Antonína. Men's choir (1932)
- Uspávanky. Veu mitjana i orquestra de cambra (1932–1933)
- Touha. veu baixa i piano (1936)
- Ledové květy. Cor d'homes (1942)
- Haná zpívá. Cor mixte (1942)
- Kvítí milodějné. Quatre cançons per a dues veus de dones i piano (1942)
- Česká mše Svatobořická. Cor mixte i orgue (1943)
- Svatobořické lidové písně. Arranjaments de cançons populars. Cors d'homes i dones (1943)
- Bez rozloučení. Cor de dones (1944)
- Javorina. Cor d'homes (1944)
- Beroun. Veu i piano (1944)
- Koryčany. Cor d'homes (1945)[2]